# Нижнее Солотвино
Нижнее Солотвино (укр. Нижнє Солотвино) — село в Баранинской сельской общине Ужгородского района Закарпатской области Украины.
Население по переписи 2001 года составляло 836 человек. Почтовый индекс — 89441. Занимает площадь 1,083 км².